# Кайнц, Йозеф
Йозеф Игнац Кайнц (нем. Josef Ignaz Kainz; 2 января 1858, Визельбург — 20 сентября 1910, Вена) — один из крупнейших немецких и австрийских актёров на рубеже XIX—XX столетий.

## Жизнь и творчество
Й. Кайнц родился в семье железнодорожного чиновника, бывшего актёра. Уже в 15-летнем возрасте впервые вышел на сцену. Профессиональную актёрскую деятельность начал в Вене. Затем несколько лет работал в провинциальных театрах Германии. В 1878 году попал в знаменитую труппу Мейнингенского театра Л. Кронека. Здесь сыграл ряд интересных ролей, среди них принца Гомбургского в постановке одноимённой пьесы Генриха фон Клейста. В 1880-х годах выступал в Мюнхене, а затем в Берлине.
Годы, проведённые в Берлине, были лучшими в творческой карьере Й. Кайнца. Работая сначала на «Свободной сцене», а затем в «Немецком театре» у Л’Арронжа, а затем у Отто Брама, Кайнц создал целую галерею замечательных образов на классическом материале — мольеровских Тартюфа и Альцеста, Фердинанда и Франца Моора в «Разбойниках» Шиллера, Ромео и шута из шекспировского Короля Лира, Иоганнеса Фокерата, мастера Генриха и ткача Беккера в драмах Гауптмана, Сирано де Бержерака Ростана. Освальда в «Привидениях» Г. Ибсена Й. Кайнц сыграл позже — в 1894 году в Брауншвейге, а затем в 1903 году в венском Бургтеатре. Вершиной же его актёрского мастерства было исполнение роли Гамлета (впервые в 1891 году). Своей игрой мастер сделал шекспировский образ более человечным, обыденным: его Гамлет мог держать руки в карманах, сидеть на столе, а знаменитый монолог «Быть или не быть» произносил лёжа на скамье в саду.
В конце жизни Кайнц вернулся в Вену, став первым актёром Бургтеатра. Именно здесь он первым открыл великий артистический талант Александра Моисси и помог ему утвердиться на сцене.
Похоронен на венском Дёблингском кладбище.
- Йозеф Кайнц. 1900

## Память
- В Австрии существует театральная медаль Кайнца[нем.], которой награждаются лучшие исполнители.
- В фильме Лукино Висконти «Людвиг» (1972) роль Кайнца исполнил Фолькер Бонет.
- В фильме Донателло Дубини и Фоско Дубини «Людвиг 1881[нем.]» (1993) роль Кайнца исполнил Макс Тидоф[нем.].